# Йиндржихув-Градец (район)
Район Йиндржихув-Градец (чеш. Okres Jindřichův Hradec) — один из 7 районов Южночешского края Чешской Республики. Административный центр — город Йиндржихув-Градец. Площадь — 1 943,69 кв. км., население составляет 93 740 человек. В районе насчитывается 106 муниципалитетов, из которых 13 — города и 1 местечко.

## География
Расположен на востоке края. Граничит с южночешскими районами Ческе-Будеёвице на западе и Табор на северо-западе. Соседствует с высочинскими районами Пельгржимов на севере, Йиглава и Тршебич на северо-востоке; на востоке граничит с южноморавским районом Зноймо. На юге — государственная граница с Австрией.
Через район проходит граница между историческими областями Чехия (Богемия) и Моравия. 78 муниципалитетов, в которых проживает 68 838 человек, находятся в Чехии, 24 — в Моравии (18 200 жителей). 4 населённых пункта (Кунжак, Стрмилов, Студена, Заградки) с населением в 5 599 человек находятся прямо на границе.

## Города и население
Данные на 12 июня 2009 года:
| Город               | Население |
| ------------------- | --------- |
| Йиндржихув-Градец   | 22 449    |
| Тршебонь            | 8 788     |
| Дачице              | 7 791     |
| Сухдоль-над-Лужници | 3 668     |
| Ческе-Веленице      | 3 540     |
| Нова-Бистршице      | 3 435     |
| Славонице           | 2 683     |
| Нова-Вчельнице      | 2 395     |
| Кардашова-Ржечице   | 2 288     |
| Ломнице-над-Лужници | 1 766     |
| Стрмилов            | 1 438     |
| Страж-над-Нежаркоу  | 836       |
| Дештна              | 726       |

| Всего          | Женщин           | Мужчин           |
| -------------- | ---------------- | ---------------- |
| 93 740 (100 %) | 47 395 (50,56 %) | 46 345 (49,44 %) |

Средняя плотность — 38,72 чел./км²; 65,93 % населения живёт в городах.

## Памятники культуры
К наиболее посещаемым памятникам культуры, расположенным на территории района Йиндржихув-Градец, относятся следующие:
|                      |  |                         |  |                    |  |                 |
| Замок Червена-Льгота |  | Замок Йиндржихув-Градец |  | Тршебоньский замок |  | Замок Ландштейн |